# Belén (Boyacá)
Belén – miasto w Kolumbii, w departamencie Boyacá.